# Wołobujewo (rejon rylski)
Wołobujewo (ros. Волобуево) – wieś (ros. село, trb. sieło) w zachodniej Rosji, w sielsowiecie niekrasowskim rejonu rylskiego w obwodzie kurskim.

## Geografia
Miejscowość położona jest nad rzeką Sejm, 1 km od centrum administracyjnego sielsowietu niekrasowskiego (Niekrasowo), 10,5 km od centrum administracyjnego rejonu (Rylsk), 105 km od Kurska.

## Historia
Wieś powstała przypuszczalnie w drugiej połowie XVII wieku.
Wchodziła w skład wołostu wołobujewskiego w ujezdzie rylskim kurskiej guberni.
W 1798 roku we wsi została zbudowana Cerkiew Zaśnięcia Matki Bożej wraz z przyległą czteropiętrową dzwonnicą. W czasach radzieckich kilka lat przed II wojną światową świątynię zrównano z ziemią, a w latach 60. XX wieku to samo uczyniono z dzwonnicą. Od 2002 roku we wsi funkcjonuje cerkiew pod tą samą nazwą.

## Demografia
W 2010 r. miejscowość zamieszkiwało 29 osób.